# 陳俊翔
陳俊翔（英語：Tan Chun Seang，1986年7月22日—），馬來西亞男子羽毛球運動員，專長單打項目。

## 簡歷
2009年，原屬精英后備隊的陳俊翔因為家事問題退出國家隊。大马羽总雖然接受了他的退隊申请，但为避免日後类似的退隊事件再发生，遂決定禁止陳俊翔參加国际比赛，禁令為期两年，国内赛则不受影响。
不過，陳俊翔隨後重返國家隊，禁賽懲罰亦告取消；但由於他在重返國家隊後，國際賽成績依然未有突破，加上頻受到膝傷困擾，他最終決定在2011年再次申請退出國家隊。大马羽总再次接受了他的退隊申请，但亦禁止他參加亞洲區的賽事兩年，陳俊翔此間前往了奧地利，並成為該國羽球隊的助理教練。

### 涉嫌打假球
陳俊翔及祖尔法里·祖基菲里涉嫌在2013年至2016年间的六项赛事中打假球，其中包括韩国大奖赛。據悉，世界羽联是在一位外国球员告发後，开始对两名球员展开调查。听证会在2018年2月進行，调查小组隨後把判决转交给世界羽联。
世界羽联在调查后的声明指出，陈俊翔和祖尔法里因多次违反世界羽联有关赌球和非正常比赛结果的行为准则而被处以禁赛，兩人分别被禁止参与羽毛球有关活动15年和20年，涵盖与羽毛球相关的行政管理、教练、裁判或发展工作，另分别处以1.5万美元和2.5万美元的罚款。禁赛从2018年1月12日，即世界羽联对两人处以临时禁赛时起开始计算。。

## 主要比賽成績
只列出曾進入準決賽的國際賽事成績：
| 年份   | 賽事                     | 公開賽級別 | 項目     | 拍檔          | 成績   |
| ------ | ------------------------ | ---------- | -------- | ------------- | ------ |
| 2007年 | 馬來西亞羽毛球國際挑戰賽 | 國際挑戰賽 | 男子單打 | －            | 亞軍   |
| 2009年 | 馬來西亞羽毛球國際挑戰賽 | 國際挑戰賽 | 男子單打 | －            | 準決賽 |
| 2011年 | 比利時羽毛球國際賽       | 國際挑戰賽 | 男子單打 | －            | 準決賽 |
| 2011年 | 保加利亞羽毛球國際賽     | 國際挑戰賽 | 男子單打 | －            | 亞軍   |
| 2011年 | 瑞士羽毛球國際賽         | 國際挑戰賽 | 男子單打 | －            | 準決賽 |
| 2011年 | 土耳其羽毛球國際賽       | 國際系列賽 | 男子單打 | －            | 亞軍   |
| 2012年 | 秘魯羽毛球國際賽         | 國際挑戰賽 | 男子單打 | －            | 冠軍   |
| 2012年 | 大溪地羽毛球國際挑戰賽   | 國際挑戰賽 | 男子單打 | －            | 冠軍   |
| 2012年 | 保加利亞羽毛球公開賽     | 國際系列賽 | 男子單打 | －            | 冠軍   |
| 2012年 | 保加利亞羽毛球公開賽     | 國際系列賽 | 男子雙打 | 罗曼·泽恩沃德 | 冠軍   |
| 2012年 | 美國羽毛球黃金大獎賽     | 黃金大獎賽 | 男子單打 | －            | 準決賽 |
| 2012年 | 挪威羽毛球國際賽         | 國際挑戰賽 | 男子單打 | －            | 亞軍   |
| 2013年 | 加拿大羽毛球大獎賽       | 大獎賽     | 男子單打 | －            | 冠軍   |
| 2013年 | 越南羽毛球大獎賽         | 大獎賽     | 男子單打 | －            | 亞軍   |
| 2014年 | 越南羽毛球國際挑戰賽     | 國際挑戰賽 | 男子單打 | －            | 亞軍   |
| 2014年 | 越南羽毛球大獎賽         | 大獎賽     | 男子單打 | －            | 準決賽 |
| 2014年 | 馬來西亞羽毛球國際挑戰賽 | 國際挑戰賽 | 男子單打 | －            | 亞軍   |
| 2015年 | 斯里蘭卡羽毛球國際挑戰賽 | 國際挑戰賽 | 男子單打 | －            | 準決賽 |

| 2007-2017年 | 首要超級賽 | 超級賽 | 黃金大獎賽 | 大獎賽 | 國際挑戰賽 | 國際系列賽 | 未來系列賽 | 其他 |